# Філас (цар Ефіри)
Філас — персонаж давньогрецької міфології.
Діодор Сицилійський називає його Філеєм, а Ферекід — Філантом.
Правив містом феспротів Ефіра, що в Епірі. За Страбоном, походив з Еліди, де існувало інше місто Ефіра. Мав дочку Астіоху. Убитий Гераклом, дочка Астіохо народила герою сина Тлеполема.